# Iskander Abdurachmanovič Chamraev
Iskander Abdurachmanovič Chamraev (Samarcanda, 5 giugno 1934 – 10 ottobre 2009) è stato un regista sovietico.

## Filmografia parziale

### Regista
- Starožil (1961)
- Poezd miloserdija (1964)
- Eё imja - Vesna (1969)
- V čёrnych peskach (1972)
- Obyčnyj mesjac (1976)